# Sonata per a piano núm. 18 (Beethoven)
La Sonata per a piano núm. 18 en mi bemoll major, op. 31 núm. 3 va ser composta per Ludwig van Beethoven el 1802. La seva interpretació dura aproximadament uns 21 minuts.
Aquesta sonata consta de quatre moviments:
1. Allegro
2. Scherzo. Allegretto vivace
3. Menuetto: Moderato e grazioso
4. Presto con fuoco

Tots els moviments estan en mode major. Com a característica general de l'obra, no hi ha cap moviment adagio o lento; són sempre moviments ràpids o moderats. Presenta un caràcter alegre. És coneguda també amb el sobrenom de "La caça" pel ritme del tema principal de l'últim moviment, una tarantel·la.
A nivell formal, en tots els moviments Beethoven fa servir al forma sonata. Fins i tot l'Scherzo, normalment en forma ternària, presenta la forma sonata. És la darrera sonata en la que apareix el minuet (Menuetto). Curiosament, Camille Saint-Saëns va fer servir el trio del "Menuetto", com a tema de les seves Variations sur un thème de Beethoven, op. 35, obra composta per a dos pianos el 1874.